# Alguaire
Alguaire település Spanyolországban, Lleida tartományban. Alguaire Albesa, Almenar, La Portella, Vilanova de Segrià, Almacelles és Torrefarrera községekkel határos. Lakosainak száma 2986 fő (2024).

## Népesség
A település lakosságának változását az alábbi diagram mutatja:
| Lakosok száma | 161  | 2161 | 2640 | 2522 | 2838 | 2928 | 3165 | 3093 | 2971 | 2986 |
|               | 1717 | 1887 | 1936 | 1960 | 1986 | 2004 | 2009 | 2014 | 2019 | 2024 |